# Francesco Carbone
Francesco Carbone, O. Cist. (Nápoles, primeira metade do século XIV - Roma, 18 de junho de 1405) foi um cardeal napolitano da Igreja Católica, que serviu como Penitenciário-mor do Supremo Tribunal da Penitenciária Apostólica e Arcipreste da Basílica de São João de Latrão.

## Biografia
Pertencente à nobre família napolitana, nasceu em Nápoles certamente antes de meados do século XIV, filho de Pietro (ou Giovanni) Carbone, patrício napolitano, e Isabella Boccapianola. Era irmão de Guglielmo Carbone, pseudocardeal e é possível que fosse parente de Pietro Tomacelli, futuro Papa Bonifácio IX. Entrou ainda jovem na Ordem de Cister.
No final de 1382, dada a sua erudição, foi nomeado bispo de Monopoli, sem informações sobre sua ordenação episcopal.
Criado pelo Papa Urbano VI como cardeal-presbítero no consistório de 17 de dezembro de 1384, recebeu o título de Santa Susana em 20 de novembro de 1385.
Foi nomeado Penitenciário-mor pouco depois de 29 de julho de 1389 e até o final do mesmo ano, foi nomeado arcipreste da Basílica de São João de Latrão.
De acordo com uma notícia não improvável, durante o período de indecisão no conclave de 1389, ele propôs como candidato de compromisso Pietro Tomacelli, seu parente, que foi então eleito e tomou o nome de Papa Bonifácio IX. Durante o longo e importante pontificado de Bonifácio IX (1389-1404), ocupou uma posição de grande influência no extraordinariamente pequeno colégio de cardeais, que se manifestou na concessão de numerosos cargos na esfera espiritual.
Foi nomeado protetor da Ordem Cisterciense, para cuja reforma um capítulo geral foi convocado em Roma em 1390. Em 1390 foi nomeado protetor dos franciscanos para reformar seus estatutos.
Ainda em 1390 comandou, embora com derrota, o cerco da cidadela de Spoleto, em 1393 foi escolhido para presidir, como legado, o encontro com os senhores rebeldes da Marca de Ancona em Foligno. Foi legado em Nápoles para apoiar o rei Ladislau contra a rainha Joana, que apoiou o antipapa Clemente VII.
Optou pela ordem dos cardeais-bispos e pela sé suburbicária de Sabina em dezembro de 1392.
Morreu em 18 de junho de 1405, em Roma. Seu corpo foi trasladado para Nápoles, onde seu suntuoso túmulo ainda hoje é visível na quinta capela da nave direita da catedral.

### Conclaves
- Conclave de 1389 - participou da eleição de Pietro Tomacelli como Papa Bonifácio IX
- Conclave de 1404 - participou da eleição de Cosmato Gentile de' Migliorati como Papa Inocêncio VII